# The Incredible Hulk (videojuego de 1994)
The Incredible Hulk es un videojuego de desplazamiento lateral acción lanzado para Super NES, Genesis, Master System y Game Gear. El juego fue lanzado en agosto de 1994 y fue publicado por U.S. Gold.

## Jugabilidad
El jugador controla el Incredible Hulk mientras busca al Líder. Cinco niveles esperan desde ciudad, rascacielos  a paisajes alienígenas. Los villanos de Marvel Comics presentados como los respectivos jefes de los cinco niveles son The Abomination (que aparece como un subjefe en cada nivel), Rhino, Hombre Absorbente, Tyrannus y el Líder.
El jugador navega por The Hulk a través de los 7 niveles diferentes, derrotando a enemigos como los robots de The Leader a The Abomination como un mini jefe en la mayoría de los niveles. Se pueden recolectar diferentes potenciadores, como tiempo extra en el jefe de nivel, píldoras súper saludables, vidas adicionales y píldoras de tranquilidad. Las píldoras de tranquilidad se pueden almacenar y usar a voluntad, y su efecto revierte a The Hulk a Bruce Banner. Mientras está en forma de Banner, el jugador no tiene forma de ataque, excepto las pistolas láser que se encuentran al azar en un nivel, que solo tienen 2 balas por arma. La única otra opción del jugador es evadir a cualquier enemigo saltando si no posee un arma. Bruce se transformará nuevamente en The Hulk si recibe algún golpe mientras está de pie en el suelo.
El jugador también puede utilizar el tamaño más pequeño de Banner para atravesar pequeños pasajes que The Hulk no puede atravesar, lo que lleva a salas secretas.
Mediante el uso de un código de trucos, el jugador puede intercambiar Banner y The Hulk a voluntad durante el menú de pausa.
Hay 3 finales diferentes en el juego, dependiendo de la dificultad que el jugador haya vencido. El final fácil tiene al Líder burlándose del poder de Hulk, enojándolo aún más y luego yendo a los créditos. El final normal contiene al Líder dejando su escondite en una cápsula de escape y desencadenando la secuencia de autodestrucción en su fortaleza. Hulk escapa antes de que la fortaleza explote, luego juegan los créditos. El final duro puede considerarse el mejor final, ya que contiene muchos detalles del final normal. El Líder intenta escapar una vez más, pero The Hulk toma represalias arrojando un trozo de escombros a la cápsula de escape del Líder y enviándola hacia abajo. La batalla se considera terminada y la paz se restablece en el área.
Si el jugador no puede continuar el juego, entonces el Líder se adueña del mundo en un acto de dominación mundial. Todas las versiones del juego tienen una lista de puntajes altos.

## Recepción
"The Incredible Hulk" fue bien recibido por los críticos. GamePro le dio a la versión de Genesis una crítica moderadamente positiva, comentando que las mejores partes del juego son los gráficos bien hechos y los "niveles de acción/aventura" estilo plataforma antigua, cada uno con múltiples rutas". Mega  Mega  colocó el juego en el número 39 en sus mejores juegos de Mega Drive de todos los tiempos.
Los cuatro revisores de Electronic Gaming Monthly le dieron a la versión de Game Gear un 6.8 de 10, y comentaron que "¡Game Gear continúa asombrando! Este tiene excelentes gráficos y el juego no podría ser mejor." GamePro comentó de manera similar "El sólido juego de Génesis se ha traducido en uno de los juegos de Game Gear más atractivos del verano. [Los héroes de Marvel no siempre triunfan completamente como mano de mano (solo pregunte Spidey), pero The Hulk es genial". Elogiaron los movimientos especiales, los gráficos, la animación y los jefes "imaginativos", y comentaron que, aparte del salto a veces impreciso, los controles son perfectos.
Al revisar la versión de SNES, GamePro nuevamente elogió los gráficos bien hechos y el juego sólido, aunque esta vez criticaron que el juego es demasiado fácil.